# Besiana
Besiana (albanska: Podujevë med böjningsformen Podujeva, på albanska numera: Besianë med böjningsformen Besiana; serbiska: Подујево, Podujevo) är en stad i Kosovo med cirka 86 000 invånare. Invånarna kallar sig själva för llapian, efter floden "llap" som flyter genom staden. 

## Byar i Besiana
Det finns totalt 77 byar i Besianas kommun . I byarna bor det cirka 65 046 invånare,  eller 73,49% av Besianas totala invånare som uppgår till cirka 86 000. Genomsnittligt antal personer per familj uppgår till 9,8 personer. 

## Kända personer från Podujevë
- Agon Mehmeti, fotbollsspelare.
- Adem Demaçi, politiker.
- Edona Llalloshi, sångerska.
- Ermal Fejzullahu, sångare.
- Fatmir Sejdiu, politiker (Kosovos f.d. president).
- Granit Xhaka, fotbollsspelare.
- Sabri Fejzullahu, sångare.
- Taulant Xhaka, fotbollsspelare.
- Xhavit Bajrami, VM-mästare i kickboxning.
- Zahir Pajaziti, politiker och befälhavare UCK.